# Ал Берту
Ал Берту (Алберту Рапозу Пидуэлл Тавареш, порт. Al Berto, Alberto Raposo Pidwell Tavares, 11 января 1948, Коимбра — 13 июня 1997, Лиссабон) — португальский писатель и художник.

## Биография
Из обеспеченной семьи, через бабушку с отцовской стороны — английского происхождения. Детство и отрочество провел в Синише. Учился в художественной школе в Лиссабоне, с 1967 — в высшей художественной школе La Cambre в Брюсселе. В 1971 решил полностью посвятить себя литературе. Вернулся в Португалию в 1974 после революции гвоздик, активно печатался в журналах.
Скончался от лимфомы.

## Произведения

### Поэзия
- 1977 — À Procura do Vento num Jardim d’Agosto
- 1980 — Meu Fruto de Morder, Todas as Horas.
- 1982 — Trabalhos do Olhar
- 1983 — O Último Habitante
- 1984 — Salsugem
- 1984 — A Seguir o Deserto
- 1985 — Três Cartas da Memória das Índias
- 1985 — Uma Existência de Papel
- 1987 — O Medo (Trabalho Poético 1974—1986, премия ПЕН-клуба Португалии)
- 1989 — O Livro dos Regressos
- 1991 — A Secreta Vida das Imagens
- 1991 — Canto do Amigo Morto
- 1991 — O Medo (Trabalho Poético 1974—1990)
- 1995 — Luminoso Afogado.
- 1997 — Horto de Incêndio
- 2005 — O medo (Trabalho poético, 1974—1997)
- 2007 — Degredo no Sul
- 2007 — Dispersos

### Проза
- 1988 — Lunário
- 1993 — O Anjo Mudo
- 2006 — Apresentação da Noite

## Известность и признание
Орден Сантьяго. Стихи и проза Ал Берту выходили книгами на английском, немецком, французском, испанском, итальянском языках.